# Karina Habšudová
Karina Habšudová (Bojnice, 2 de agosto de 1973) é uma ex-tenista profissional eslovaca.

## WTA Tour Títulos (9)

### Simples 5 (1–4)
| Legenda               | Legenda |
| --------------------- | ------- |
| Grand Slam (0)        |         |
| WTA Championships (0) |         |
| Tier I (0)            |         |
| Tier II (1)           |         |
| Tier III (0)          |         |
| Tier IV & V (0)       |         |
| Olympic Games (0)     |         |

| Titles by Surface |   |
| Duro              | 0 |
| Saibro            | 1 |
| Grama             | 0 |
| Carpete           | 0 |

| Resultado | N. | Data              | Torneio               | Piso    | Oponente          | Placar        |
| Vice      | 1. | 19 Maio 1996      | German Open, Alemanha | Saibro  | Steffi Graf       | 6–4, 2–6, 5–7 |
| Vice      | 2. | 27 Outubro 1996   | Luxemburgo            | Carpete | Anke Huber        | 3–6, 0–6      |
| Vice      | 3. | 16 Fevereiro 1997 | Linz, Áustria         | Carpete | Chanda Rubin      | 4–6, 2–6      |
| Campeã    | 1. | 11 Julho 1999     | Portschach, Austria   | Saibro  | Silvija Talaja    | 2–6, 6–4, 6–4 |
| Vice      | 4. | 18 Julho 1999     | WTA de Sopot, Polônia | Saibro  | Conchita Martínez | 1–6, 1–6      |

### Duplas 12 (6–6)
| Legenda               | Legenda |
| --------------------- | ------- |
| Grand Slam (0)        |         |
| WTA Championships (0) |         |
| Tier I (0)            |         |
| Tier II (0)           |         |
| Tier III (2)          |         |
| Tier IV & V (2)       |         |
| Olimpíadas (0)        |         |

| Títulos por Piso |   |
| Duro             | 1 |
| Saibro           | 5 |
| Grama            | 0 |
| Carpete          | 0 |

| Resultado | N. | Data              | Torneio                          | Piso     | Parceira           | Oponentes                           | Placar          |
| Vice      | 1. | 24 Maio 1992      | Lucerne, Suíça                   | Saibro   | Marianne Werdel    | Amy Frazier Elna Reinach            | 5–7, 2–6        |
| Vice      | 2. | 31 Julho 1994     | Maria Lankowitz, Áustria         | Saibro   | Alexandra Fusai    | Sandra Cecchini Patricia Tarabini   | 5–7, 5–7        |
| Campeã    | 1. | 15 Setembro 1996  | Karlovy Vary, Rep. Tcheca        | Saibro   | Helena Suková      | Eva Martincova Elena Pampoulova     | 3–6, 6–3, 6–2   |
| Vice      | 3. | 22 Junho 1997     | Rosmalen, Holanda                | Grama    | Florencia Labat    | Eva Melicharová Helena Vildová      | 3–6, 6–7        |
| Campeã    | 2. | 20 Julho 1997     | Praga, Rep. Tcheca               | Saibro   | Ruxandra Dragomir  | Eva Martincova Helena Vildová       | 6–1, 5–7, 6–2   |
| Campeã    | 3. | 12 Julho 1998     | Praga, Rep. Tcheca               | Saibro   | Silvia Farina      | Květa Hrdličková Michaela Paštiková | 2–6, 6–1, 6–2   |
| Campeã    | 4. | 19 Julho 1998     | Varsóvia, Polônia                | Saibro   | Olga Lugina        | Liezel Huber Karin Kschwendt        | 7–6, 7–5        |
| Campeã    | 5. | 11 Julhp 1999     | Pörtschach, Áustria              | Saibro   | Silvia Farina      | Olga Lugina Laura Montalvo          | 6–4, 6–4        |
| Vice      | 4. | 20 Fevereiro 2000 | Hanover, Alemanha                | Duro (i) | Silvia Farina      | Åsa Carlsson Natalia Zvereva        | 3–6, 4–6        |
| Vice      | 5. | 24 Junho 2000     | WTA de 's-Hertogenbosch, Holanda | Grama    | Catherine Barclay  | Erika de Lone Nicole Pratt          | 6–7(4), 3–4 RET |
| Campeã    | 6. | 29 Outubro 2000   | Bratislava, Eslováquia           | Duro (i) | Daniela Hantuchová | Petra Mandula Patricia Wartusch     | W/O             |
| Vice      | 6. | 24 Fevereiro 2001 | Dubai Duty Free, EAU             | Duro (o) | Åsa Carlsson       | Yayuk Basuki Caroline Vis           | 0–6, 6–4, 2–6   |

## Confronto vs Tenistas Top 10
Tenistas que foram N. 1 estão em destaque.
- Dominique Monami 4–1
- Nadia Petrova 0–2
- Venus Williams 0–1
- Martina Hingis 4–3
- Elena Dementieva 0–3
- Steffi Graf 0–4
- Monica Seles 0–2
- Justine Henin 0–1
- Arantxa Sánchez Vicario 1–6
- Patty Schnyder 1–3
- Ai Sugiyama 1–2
- Amélie Mauresmo 0–1
- Conchita Martínez 2–6
- Kim Clijsters 1–0